# Trolleybus Altstätten–Berneck
| Streckenlänge: | 10,3 km     |                          |                          |
| Stromsystem: | 1000 Volt = |                          |                          |
| |             |                          |                          |
| \| \| 0,0 \| Altstätten Stadt \| 467 m \| \| \| 0,4 \| Altstätten Rathaus \| 464 m \| \| \| \| Altstätten Depot \| 450 m \| \| \| \| Lüchingen Kesselbrücke \| \| \| \| 1,8 \| Lüchingen Post \| 438 m \| \| \| \| Marbach Gehren \| \| \| \| 3,1 \| Marbach Dorf \| 431 m \| \| \| \| Marbach Ranft \| \| \| \| \| Rebstein Betten \| \| \| \| 4,4 \| Rebstein Dorf \| 423 m \| \| \| \| Rebstein Ausserdorf \| \| \| \| \| Rebstein Steinacker \| \| \| \| \| Balgach Bad \| \| \| \| 6,6 \| Balgach Rathaus \| 411 m \| \| \| \| Balgach Dorf \| \| \| \| \| Balgach Ländern \| \| \| \| \| Balgach Optik \| \| \| \| \| Heerbrugg Schloss \| \| \| \| 8,1 \| Heerbrugg Bahnhof \| 408 m \| \| \| \| Heerbrugg Sekundarschule \| \| \| \| \| Heerbrugg Waldegg \| \| \| \| \| Berneck Rosenberg \| \| \| \| \| Berneck Schlossbrücke \| \| \| \| \| Berneck Post \| \| \| \| 10,3 \| Berneck Rathaus \| 429 m \| |             |                          |                          |
| U-Bahn-Kopfbahnhof Streckenanfang (Strecke außer Betrieb) | 0,0         | Altstätten Stadt         | 467 m                    |
| U-Bahn-Haltepunkt / Haltestelle (Strecke außer Betrieb) | 0,4         | Altstätten Rathaus       | 464 m                    |
| U-Bahn-Haltepunkt / Haltestelle (Strecke außer Betrieb) |             | Altstätten Depot         | 450 m                    |
| U-Bahn-Haltepunkt / Haltestelle (Strecke außer Betrieb) |             | Lüchingen Kesselbrücke   | Lüchingen Kesselbrücke   |
| U-Bahn-Haltepunkt / Haltestelle (Strecke außer Betrieb) | 1,8         | Lüchingen Post           | 438 m                    |
| U-Bahn-Haltepunkt / Haltestelle (Strecke außer Betrieb) |             | Marbach Gehren           | Marbach Gehren           |
| U-Bahn-Haltepunkt / Haltestelle (Strecke außer Betrieb) | 3,1         | Marbach Dorf             | 431 m                    |
| U-Bahn-Haltepunkt / Haltestelle (Strecke außer Betrieb) |             | Marbach Ranft            | Marbach Ranft            |
| U-Bahn-Haltepunkt / Haltestelle (Strecke außer Betrieb) |             | Rebstein Betten          | Rebstein Betten          |
| U-Bahn-Haltepunkt / Haltestelle (Strecke außer Betrieb) | 4,4         | Rebstein Dorf            | 423 m                    |
| U-Bahn-Haltepunkt / Haltestelle (Strecke außer Betrieb) |             | Rebstein Ausserdorf      | Rebstein Ausserdorf      |
| U-Bahn-Haltepunkt / Haltestelle (Strecke außer Betrieb) |             | Rebstein Steinacker      | Rebstein Steinacker      |
| U-Bahn-Haltepunkt / Haltestelle (Strecke außer Betrieb) |             | Balgach Bad              | Balgach Bad              |
| U-Bahn-Haltepunkt / Haltestelle (Strecke außer Betrieb) | 6,6         | Balgach Rathaus          | 411 m                    |
| U-Bahn-Haltepunkt / Haltestelle (Strecke außer Betrieb) |             | Balgach Dorf             | Balgach Dorf             |
| U-Bahn-Haltepunkt / Haltestelle (Strecke außer Betrieb) |             | Balgach Ländern          | Balgach Ländern          |
| U-Bahn-Haltepunkt / Haltestelle (Strecke außer Betrieb) |             | Balgach Optik            | Balgach Optik            |
| U-Bahn-Haltepunkt / Haltestelle (Strecke außer Betrieb) |             | Heerbrugg Schloss        | Heerbrugg Schloss        |
| U-Bahn-Haltepunkt / Haltestelle (Strecke außer Betrieb) | 8,1         | Heerbrugg Bahnhof        | 408 m                    |
| U-Bahn-Haltepunkt / Haltestelle (Strecke außer Betrieb) |             | Heerbrugg Sekundarschule | Heerbrugg Sekundarschule |
| U-Bahn-Haltepunkt / Haltestelle (Strecke außer Betrieb) |             | Heerbrugg Waldegg        | Heerbrugg Waldegg        |
| U-Bahn-Haltepunkt / Haltestelle (Strecke außer Betrieb) |             | Berneck Rosenberg        | Berneck Rosenberg        |
| U-Bahn-Haltepunkt / Haltestelle (Strecke außer Betrieb) |             | Berneck Schlossbrücke    | Berneck Schlossbrücke    |
| U-Bahn-Haltepunkt / Haltestelle (Strecke außer Betrieb) |             | Berneck Post             | Berneck Post             |
| U-Bahn-Kopfbahnhof Streckenende (Strecke außer Betrieb) | 10,3        | Berneck Rathaus          | 429 m                    |

Der Trolleybus Altstätten–Berneck war eine Trolleybus-Überlandstrecke im Schweizer Kanton St. Gallen. Die 10,3 Kilometer lange Verbindung im St. Galler Rheintal bestand von 1940 bis 1977 und führte von Altstätten ausgehend über Marbach, Rebstein, Balgach und Heerbrugg nach Berneck. Der Trolleybus löste die 1897 eröffnete Strassenbahn Altstätten–Berneck ab und wurde seinerseits durch Autobusse ersetzt. Zuständiges Verkehrsunternehmen waren – wie zuvor beim Tram – die Rheintalischen Strassenbahnen (RhSt), die ab 1958 Rheintalische Verkehrsbetriebe (RhV) hiessen. Nach der Trennung von öffentlichem Verkehr und Elektrizitätsgeschäft entstand das neue Unternehmen RTB Rheintal Bus, das heute noch existiert, jetzt allerdings unter dem Namen Bus Ostschweiz AG (BOS). Dieses Unternehmen ist bis in die Gegenwart für die Bedienung der ehemaligen Trolleybuslinie zuständig.

## Geschichte
Nachdem 1936/37 die Umstellung der Strassenbahnstrecke Altstätten Rathaus–Berneck auf Autobusbetrieb scheiterte – das Trassee der Bahn wurde zur Verbreiterung der Strasse benötigt – entschloss man sich alternativ zur Umstellung auf Trolleybusbetrieb. Dieser wurde am 8. September 1940 eröffnet und verkehrte in Altstätten – wie einzelne Kurse der Strassenbahn – bereits ab dem Bahnhof Altstätten Stadt. Dort bestand Übergang von und zur Bahnstrecke Altstätten–Gais. Am Bahnhof Heerbrugg hatten die Trolleybusfahrgäste wiederum Anschluss zum Strassenbahn-Seitenast nach Diepoldsau, der schliesslich 1954 direkt auf Autobus umgestellt wurde.
Eine örtliche Besonderheit war die hohe Fahrspannung von 1000 Volt Gleichspannung, diese übernahm man samt der dazugehörigen Infrastruktur von der Strassenbahn. Altstätten–Berneck war der weltweit erste Trolleybusbetrieb mit einer derart hohen Spannung. Eine weitere Besonderheit war der einspurige Betrieb zwischen Heerbrugg und Berneck. 
Aus wirtschaftlichen und betrieblichen Gründen wurde der Altstättener Trolleybusbetrieb schliesslich am 21. Mai 1977 wieder aufgegeben. Am Endpunkt Berneck erinnert bis heute das zweiständige Depot von 1897 an das Tram und den Trolleybus, es wurde ebenfalls 1977 aufgelassen. Heute findet auf der ehemaligen Trolleybusstrecke nur noch gebrochener Verkehr statt, die Autobuslinie 301 verkehrt zwischen Altstätten Stadt und Heerbrugg Bahnhof, die Linie 302 im Anschluss daran zwischen Heerbrugg Bahnhof und Berneck Rathaus.

## Fahrzeuge

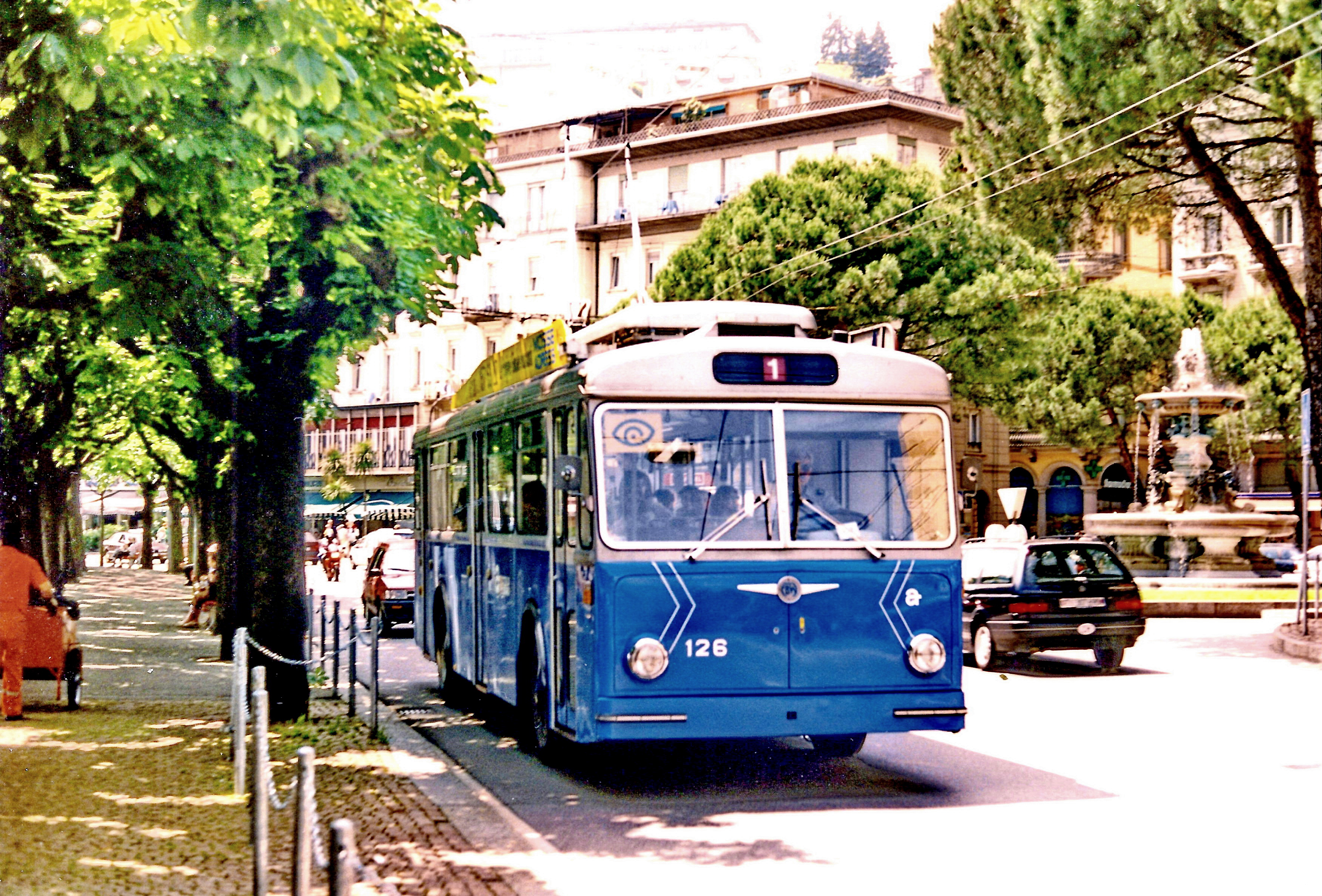
Der ehemalige Trolleybus Nummer 6, hier 1994 mit neuer Nummer 126 im Einsatz in Lugano

Dem Trolleybus Altstätten–Berneck standen zusammen sieben Motorwagen zur Verfügung. Zur Eröffnung beschafften die Rheintalischen Strassenbahnen bei FBW und SIG fünf kurze Zweiachser mit den Betriebsnummern 1 bis 5. Ergänzt wurden sie 1966 um die zwei etwas grösseren Solowagen 6 und 7. Letztere stammten von FBW sowie Hess und besassen eine elektrische Ausrüstung von SAAS. Sie wurden nach der Betriebseinstellung an den Trolleybus Lugano – der ebenfalls über eine Fahrspannung von 1000 Volt verfügte – verkauft und dort unter den neuen Nummern 126 und 127 in den Bestand eingereiht. Wagen 126 befindet sich heute im Besitz des Trolleybusvereins Schweiz (TVS).
Ergänzt wurden die Motorwagen um diverse Anhänger. Zusätzlich standen einachsige Gepäckanhänger von FBW zur Verfügung, mit diesen wurden auch Dreiwagenzüge gebildet.